# I-19
Lo I-19 fu un sommergibile della Marina imperiale giapponese, entrato in servizio nell'aprile 1941 come parte della classe I-15 e attivo durante la seconda guerra mondiale.
Il battello fece parte della flotta impegnata nell'attacco di Pearl Harbor il 7 dicembre 1941, per poi operare al largo della costa occidentale degli Stati Uniti d'America e prendere parte alla campagna delle isole Aleutine. Dall'agosto 1942 il sommergibile fu schierato nell'Oceano Pacifico meridionale per prendere parte agli eventi della campagna delle isole Salomone; il suo maggior successo fu registrato il 15 settembre 1942, quando con un'unica fortunata salva di siluri l'I-19 mandò a fondo la portaerei USS Wasp e il cacciatorpediniere USS O'Brien e danneggiò la nave da battaglia USS North Carolina al largo di Guadalcanal.
Inviato a contrastare gli sbarchi statunitensi nelle isole Gilbert, il sommergibile fu affondato dal cacciatorpediniere statunitense USS Radford il 25 novembre 1943 al largo dell'atollo di Makin.

## Storia

### Entrata in servizio e prime operazioni belliche
Impostato il 15 marzo 1938 nei cantieri della Mitsubishi di Kōbe con la designazione di No. 39, il battello venne varato il 16 settembre 1939 con il nuovo identificativo di I-19; l'unità entrò quindi in servizio il 28 aprile 1941 in forza alla 2ª Divisione sommergibili della 6ª Flotta giapponese. 
Il 20 novembre 1941 il sommergibile, ora nave ammiraglia della sua divisione, lasciò Yokosuka per dirigere a Etorofu nelle isole Curili dove si unì alla flotta dell'ammiraglio Chūichi Nagumo, pronta a salpare per le Hawaii in vista del progettato attacco di Pearl Harbor contro la squadra navale statunitense del Pacifico. Salpato il 26 novembre, il sommergibile e gli altri due battelli della sua divisione funsero da avanguardia per il resto della flotta durante il viaggio di avvicinamento alle Hawaii; il 7 dicembre 1941, giorno dell'attacco, l'I-19 si portò a nord-est di Oahu e svolse compiti di ausilio alla navigazione per i velivoli giapponesi decollati dalle portaerei e diretti a bombardare Pearl Harbor.
Completata la missione e aperte le ostilità con gli Stati Uniti, l'I-19 continuò a incrociare nelle acque delle Hawaii alla ricerca della portaerei statunitense USS Lexington, la cui presenza era stata segnalata in zona, ma non riuscì ad avvistare il suo bersaglio e fu per due volte attaccato senza esito da velivoli nemici. Il 14 dicembre 1941 il battello ricevette, unitamente ad altri sommergibili giapponesi, l'ordine di portarsi lungo la costa occidentale degli Stati Uniti d'America continentali per attaccare il traffico navale nemico e bombardare obiettivi a terra. L'I-19 condusse il suo primo attacco il 21 dicembre lanciando un siluro ai danni del mercantile norvegese Panama Express, mancando tuttavia il bersaglio; parimenti senza esito ebbe l'attacco, condotto il 22 dicembre seguente, alla petroliera statunitense H.M. Storey al largo di Santa Barbara. Il 24 dicembre, poco dopo un terzo attacco andato ancora a vuoto (questa volta ai danni del mercantile Barbara Olson), il sommergibile mise a segno il suo primo successo colpendo con un siluro al largo di San Pedro il mercantile statunitense Absaroka, che fu portato a incagliare sulla costa per prevenirne l'affondamento. Il sommergibile fu quindi richiamato alla base il 27 dicembre seguente; dopo aver lanciato il 4 gennaio 1942 il suo idrovolante per compiere una ricognizione sopra la rada di Pearl Harbor, e dopo essere stato per due volte attaccato senza esito da aerei statunitensi, il battello raggiunse incolume Kwajalein il 15 gennaio.
Il 20 febbraio 1942 l'I-19 lasciò Kwajalein per partecipare all'operazione K, una seconda incursione aerea giapponese su Pearl Harbor questa volta a opera di una coppia di idrovolanti a lungo raggio Kawanishi H8K: portatosi presso l'atollo disabitato delle French Frigate Shoals, il 4 marzo il sommergibile rifornì di carburante i due idrovolanti, i quali compirono con successo il loro bombardamento nelle prime ore del 5 marzo pur senza infliggere alcun danno significativo. Il 21 marzo seguente il battello rientrò a Yokosuka per sottoporsi a lavori di manutenzione di routine, conclusi il 5 maggio seguente. Assegnato in forza alla Flotta Settentrionale, a partire dal 26 maggio l'I-19 partecipò agli eventi della campagna delle isole Aleutine svolgendo varie missioni di ricognizione delle isole tenute dagli statunitensi fino ai primi di luglio, quando rientrò in Giappone.

### La campagna delle Salomone

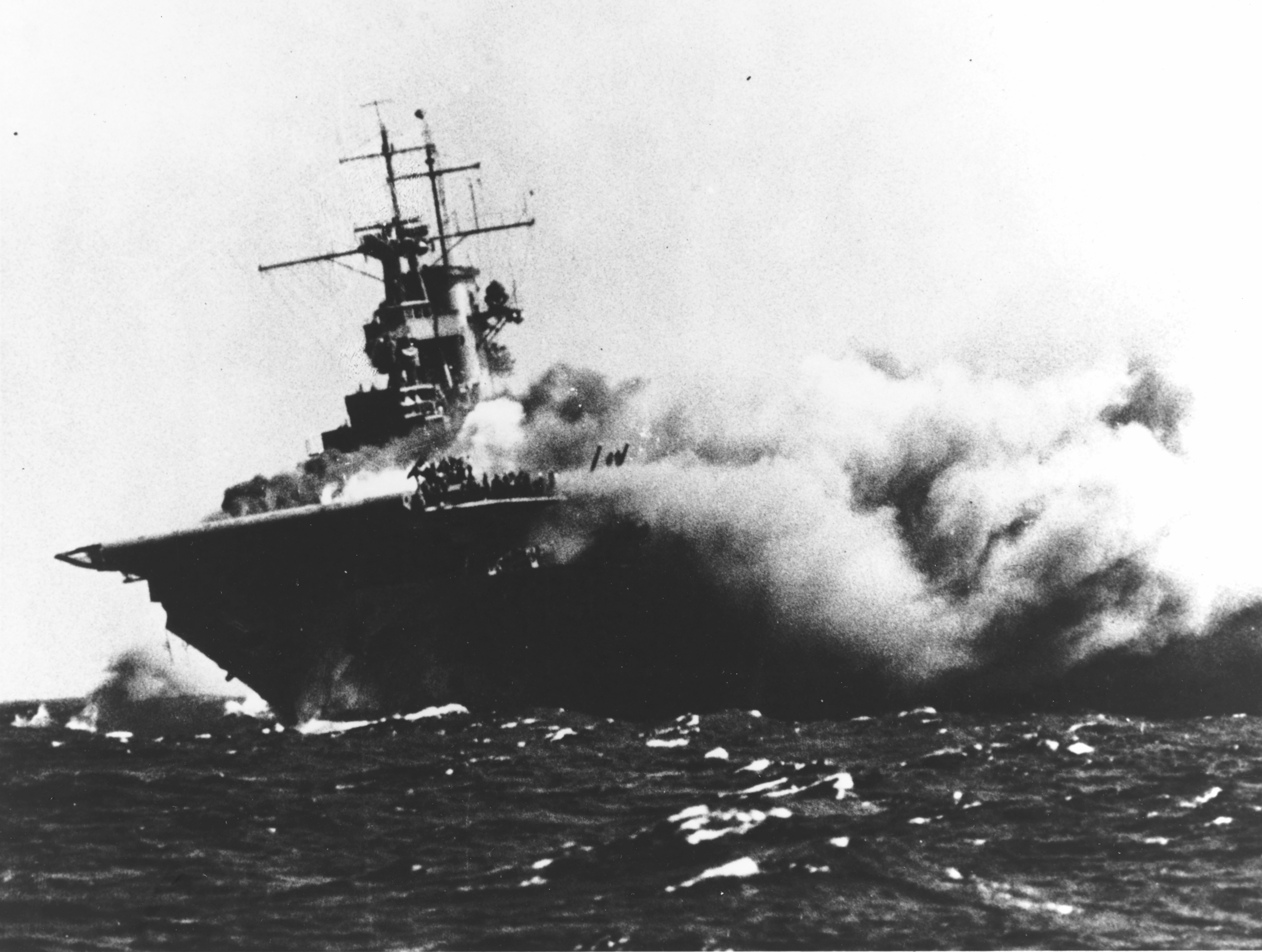
La Wasp in fiamme dopo essere stata centrata dai siluri dello I-19

Il 15 agosto 1942 il battello salpò da Yokosuka alla volta del Pacifico meridionale, onde prendere parte agli eventi dell'appena avviata campagna delle isole Salomone. Schierato nelle acque a meridione dell'isola di Guadalcanal, appena occupata dalle forze statunitensi, l'I-19 condusse varie missioni di ricognizione anche con l'impiego del suo idrovolante di bordo, cannoneggiando anche il 31 agosto la piccola base statunitense allestita sull'isola di Nendo nell'arcipelago delle Santa Cruz.
La mattina del 15 settembre seguente, mentre procedeva in immersione a 250 miglia a sud-est di Guadalcanal, il sommergibile si imbatté in una vasta formazione di navi da guerra statunitensi, intenta a incrociare in zona per proteggere un convoglio di trasporti truppe diretto all'isola; il comandante Takakazu Kinashi riuscì a portare il battello a tiro della formazione nemica e fece partire una salva di sei siluri in direzione di una portaerei. Due o forse tre degli ordigni centrarono in pieno la portaerei USS Wasp: caduta preda di incendi incontrollabili, la nave affondò poi alcune ore più tardi. Le altre armi della salva superarono la Wasp e proseguirono oltre la loro corsa: uno mancò di poco la portaerei USS Hornet, mentre un altro centrò la nave da battaglia USS North Carolina e un terzo il cacciatorpediniere USS O'Brien; la North Carolina sopravvisse al colpo ma rimase ferma in cantiere per un mese e mezzo per riparare i danni subiti, mentre il cacciatorpediniere affondò il 19 ottobre seguente mentre veniva riportato negli Stati Uniti per le riparazioni. Il sommergibile giapponese sfuggì agli attacchi con bombe di profondità dei cacciatorpediniere statunitensi e raggiunse incolume Truk il 25 settembre.
Tra il 5 ottobre e il 12 novembre 1942 l'I-19 condusse un pattugliamento nella zona della Nuova Caledonia, senza far registrare avvistamenti del nemico; richiamato nell'area delle Salomone, il battello fu assegnato alle missioni di rifornimento notturno delle truppe giapponesi schierate a Guadalcanal (il cosiddetto "Tokyo Express"): tra il 22 novembre 1942 e l'11 gennaio 1943 il sommergibile portò a compimento con successo quattro missioni di rifornimento, prima di rientrare a Yokosuka il 25 gennaio per un turno di lavori di manutenzione. Tornato a Truk il 30 marzo, l'I-19 fu inviato a pattugliare le acque tra le Figi e le Nuove Ebridi: dopo un fallito attacco alla nave da trasporto tipo Liberty Peter Silvester il 29 aprile, il giorno seguente il battello si aggiudicò l'affondamento con un siluro di un'altra Liberty, la Phoebe A. Hearst a sud-est di Suva, mentre il 2 maggio colpì con un siluro il mercantile William Williams che tuttavia fu portato in salvo alle Figi. Il 16 maggio il sommergibile si aggiudicò un altro affondamento, quello del mercantile William K. Vanderbilt, sempre al largo di Suva, prima di rientrare a Truk il 6 giugno.
Un secondo pattugliamento della zona Figi-Nuove Ebridi fu intrapreso a partire dal 4 luglio, e il 13 agosto l'I-19 colpì con siluro la Liberty M. H. DeYoung: la nave fu portata in salvo a Nukuʻalofa, ma fu giudicata come non riparabile; il battello rientrò quindi a Truk il 9 settembre senza aver fatto registrare altri successi.

### L'affondamento
Dopo notizie circa la presenza di grossi concentramenti di navi statunitensi nella zona, il 13 novembre il sommergibile fece rotta per le Hawaii compiendo, nella notte del 17 novembre, una ricognizione della rada di Pearl Harbor con il suo idrovolante di bordo. L'ultimo contatto radio dell'I-19 con la base fu registrato il 19 novembre, e il giorno seguente il battello ricevette l'ordine di dirigere verso la zona dell'atollo di Tarawa nelle isole Gilbert per contrastare l'avvenuta invasione anfibia da parte delle forze statunitensi.
Nelle ultime ore del 25 novembre il cacciatorpediniere statunitense USS Radford avvistò con il radar un sommergibile nemico che procedeva in emersione circa 50 miglia a ovest dell'atollo di Makin nelle Gilbert, e passò all'attacco: benché il sommergibile si fosse subito immerso, il Radford mantenne il contatto con il suo apparato sonar e colpì l'unità nemica con una salva di bombe di profondità, affondandola nella posizione 03° 10' N, 171° 55' E. Analisi dei resoconti del dopoguerra confermarono che il sommergibile affondato era l'I-19, scomparso in mare con l'intero equipaggio di 105 uomini.